# Lista de prefeitos de Carnaubais
Esta é a lista de prefeitos de Carnaubais, município brasileiro do estado do Rio Grande do Norte.
| Nº | Prefeito                            | Imagem                             | Partido | Primeira-dama                              | Início de mandato     | Fim de mandato         | Vice-prefeito                   | Observações             |
| -- | ----------------------------------- | ---------------------------------- | ------- | ------------------------------------------ | --------------------- | ---------------------- | ------------------------------- | ----------------------- |
| 1  | Rivadávia Alves Cabral              |                                    |         | não encontrado                             | 1º de janeiro de 1964 | 31 de janeiro de 1965  | —                               | Prefeito nomeado        |
| 2  | Valdemar Campielo Maresco           |                                    | UDN     | não encontrado                             | 31 de janeiro de 1965 | 31 de janeiro de 1969  | João Benevides Sobrinho         | Prefeito e vice eleitos |
| 3  | João Teixeira Filho                 |                                    | ARENA   | não encontrado                             | 31 de janeiro de 1969 | 31 de janeiro de 1973  | não encontrado                  | Prefeito e vice eleitos |
| 4  | Valdemar Campielo Maresco           |                                    | ARENA   | não encontrado                             | 31 de janeiro de 1973 | 31 de janeiro de 1977  | Manoel Alves do Nascimento      | Prefeito e vice eleitos |
| 5  | Valdeci Medeiros de Moura           |                                    | MDB     | não encontrado                             | 31 de janeiro de 1977 | 31 de janeiro de 1983  | José Nazareno do Nascimento     | Prefeito e vice eleitos |
| 6  | Giovanni da Silva Wanderley         |                                    |         | Francisca das Chagas                       | 31 de janeiro de 1983 | 31 de dezembro de 1988 | Laércio Lopes Fernandes         | Prefeito e vice eleitos |
| 7  | Nélson Gregório Bezerra             |                                    | PFL     | não encontrado                             | 1º de janeiro de 1989 | 31 de dezembro de 1992 | Francisco Gomes de Souza        | Prefeito e vice eleitos |
| 8  | Zenildo Batista de Sousa            |                                    |         | Alzenir Maria de Moura Sousa               | 1º de janeiro de 1993 | 31 de dezembro de 1996 | José Nazareno do Nascimento     | Prefeito e vice eleitos |
| 9  | Nélson Gregório Bezerra             |                                    | PSDB    | não encontrado                             | 1º de janeiro de 1997 | 31 de dezembro de 2000 | George Filadelfio de Lucena     | Prefeito e vice eleitos |
| 10 | Luiz Gonzaga Cavalcante Dantas      |                                    | PDT     | Mária Cavalcante                           | 1º de janeiro de 2001 | 31 de dezembro de 2004 | não encontrado                  | Prefeito e vice eleitos |
| 11 | Zenildo Batista de Sousa            |                                    | PMDB    | Alzenir Maria de Moura Sousa               | 1º de janeiro de 2005 | 31 de dezembro de 2008 | Nélson Gregório Bezerra         | Prefeito e vice eleitos |
| 12 | Luiz Gonzaga Cavalcante Dantas      |                                    | PSB     | Mária Cavalcante                           | 1º de janeiro de 2009 | 31 de julho de 2015    | José Nilson Caldas Costa        | Prefeito e vice eleitos |
| 12 | Luiz Gonzaga Cavalcante Dantas      | João Liberalino de Oliveira Júnior | PSB     | Mária Cavalcante                           | 1º de janeiro de 2009 | 31 de julho de 2015    | Prefeito reeleito e vice eleito |                         |
| 13 | Manoel Benevides de Oliveira Júnior |                                    | PSB     | Maria Eudiane                              | 31 de julho de 2015   | 31 de dezembro de 2016 | Alzenir Maria de Moura Sousa    | Prefeito e vice eleitos |
| 14 | Thiago Meira Mangueira              |                                    | PSDB    | Júlia Medeiros Meira                       | 1º de janeiro de 2017 | 31 de dezembro de 2020 | Marineide Marinho Pereira Diniz | Prefeito e vice eleitos |
| 15 | Marineide Marinho Pereira Diniz     |                                    | DEM     | Dinarte Vieira Diniz (Primeiro-cavalheiro) | 1º de janeiro de 2021 | 31 de dezembro de 2024 | Gleidson Benevides de Oliveira  | Prefeita e vice eleitos |
| 16 | Gleidson Benevides de Oliveira      |                                    | PL      | não encontrado                             | 1º de janeiro de 2025 | até a atualidade       | Francisco Wanderley Nunes       | Prefeito e vice eleitos |